# 威蒂奇鎮區 (阿肯色州富蘭克林縣)
威蒂奇鎮區（英語：Wittich Township）是位於美國阿肯色州富蘭克林縣的一個行政鎮區。

## 地方資料
威蒂奇鎮區的面積為70.79平方千米，當中陸地面積為70.54平方千米，而水域面積為0.25平方千米。根據2010年美國人口普查的數據，當地共有人口898人，而人口密度為每平方千米12.69人。